# Neda Bajsić
Neda Bajsić (Zagreb, 15. ožujka 1942. – Zagreb, 23. lipnja 2012.) je bila hrvatska kazališna, televizijska i filmska glumica.

## Životopis
Neda Bajsić djetinjstvo provodi u Splitu, a mladost u Dubrovniku gdje je u vrijeme školovanja nastupala na Dubrovačkim ljetnim igrama. Dolaskom u Zagreb, upisuje studij glume na Akademiji za kazališnu i filmsku umjetnost. Od 1967. do 1969. bila je članica Zagrebačkog kazališta mladih, a od 1969. članica HNK u Zagrebu.
Za glavnu ulogu u predstavi "Grbavica" 1971. godine prima nagradu "Sedam sekretara SKOJ-a" za scenske umjetnosti. Od zapaženijih kazališnih uloga valja izdvojiti Idu u "Na taraci", Anicu u "Maškarate ispod kuplja", Veru u "Vožnji", Gogu u "Događaj u gradu Gogi", te gospođicu Burstner u "Procesu".
U vrhuncu karijere, prekida aktivno kazališno djelovanje zbog teške bolesti. Usprkos tome, nastavlja raditi na radio dramama i sinkroniziranju animiranih filmova.
Umrla je 23. lipnja 2012.

## Filmografija

### Filmske uloge
- "Breza" kao Janičin glas (1967.)
- "Intima" (1965.)

### Sinkronizacija
- "Legenda o medvjedu" kao Tanana (2003.)

## Vanjske poveznice
- Neda Bajsić u internetskoj bazi filmova IMDb-u (engl.)
- Stranica na Teatar.hr  Arhivirana inačica izvorne stranice od 20. ožujka 2013. (Wayback Machine)